# 中国超级计算机

2016年6月的不同国家之间的超级计算机500强的分布

中国拥有一系列世界顶级的超级计算机中心。近年来中国在超级计算机方面发展迅速，跃升到国际先进水平国家当中。
中国是第一个以发展中国家的身份制造了超级计算机的国家，2011年中国拥有世界最快的500个超级计算机中的74个，而十年前中国仍默默无闻。中国在1983年就研制出第一台超级计算机银河一号，使中国成为继美国、日本之后第三个能独立设计和研制超级计算机的国家。
中国以国产微处理器为基础制造出本国第一台超级计算机名为“神威蓝光”，部署于天津滨海新区的国家超级计算天津中心的业务主机天河一号和曙光计算机天津产业基地生产的曙光星云，分别为世界超级计算机运算速度排名的第二和第四名。
2016年，中国自主研发的神威·太湖之光成为世界第一的超级计算机，运行速度为93,014.6 TFlops(每秒浮点运算次数)。

## 历史

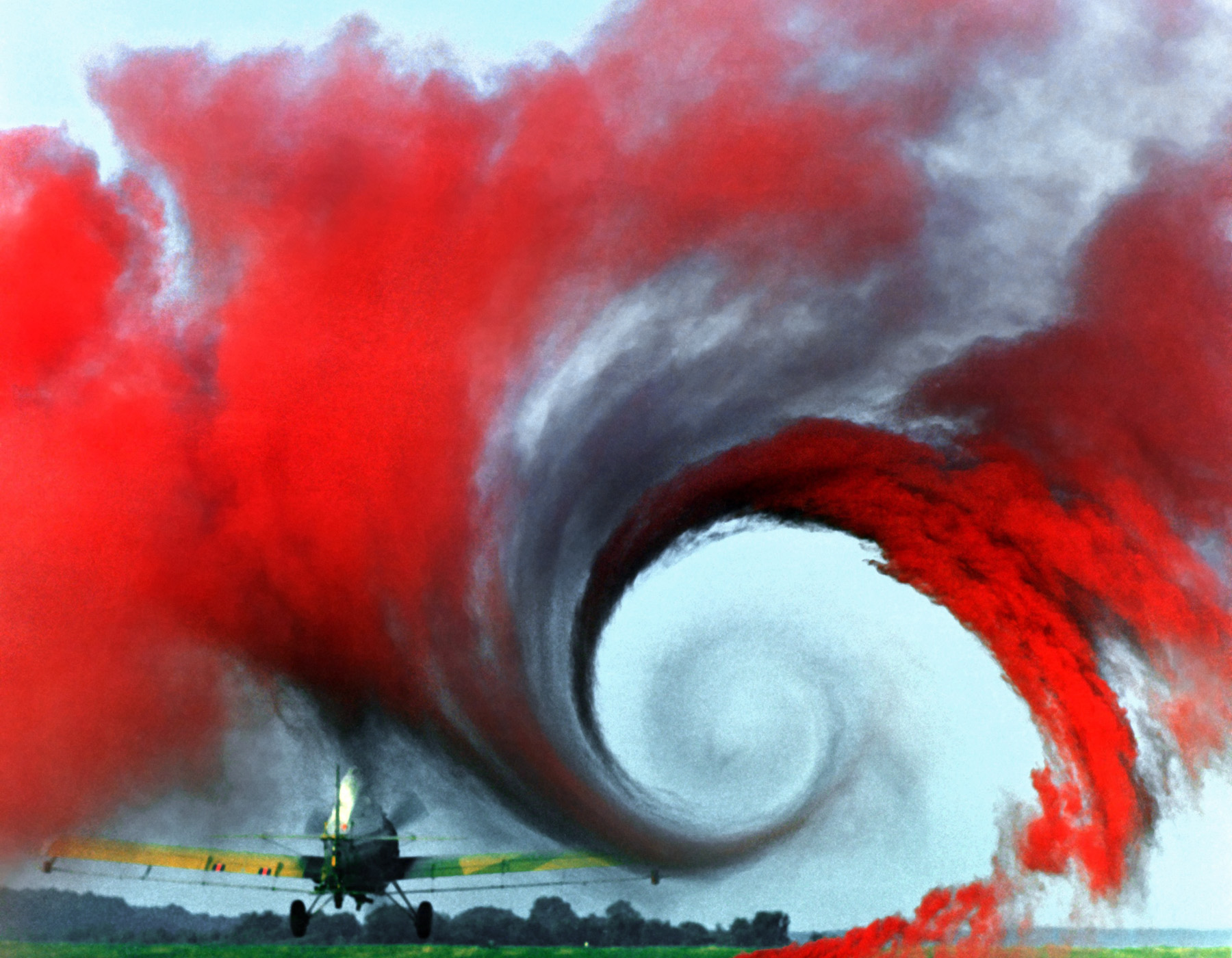
超级计算机能够模拟风洞实验

中国的计算机行业起步并不算晚，通过学习苏联的计算机技术，1958年8月1日中国第一台数字电子计算机——103机诞生。进入70年代，中国对于超级计算机的需求日益激增，中长期天气预报、模拟风洞实验、三维地震数据处理、以至于新武器的开发和航天事业都对计算能力提出了新的要求。
为此中国开始了对超级计算机的研发，并于1983年12月4日由軍方主導研制成功银河一号超级计算机。
并继续成功研发了银河二号、银河三号、银河四号为系列的银河超级计算机，使中国成为世界上少数几个能发布5至7天中期数值天气预报的国家之一。并于1992年研制成功曙光一号超级计算机，在发展银河和曙光系列同时发现由于向量型计算机自身的缺陷很难继续发展，因此需要发展并行型计算机，于是中国开始研发神威超级计算机，并在神威超级计算机基础上研制了神威蓝光超级计算机，2015年神威·太湖之光採用全國產CPU達成了世界第一速度的成就，並於軟體設計方面於隔年獲得戈登貝爾獎，此前30年該獎都由美日兩國獲得，首次有第三國打破此規則。
民間方面2002年联想集团成功研发深腾1800型超级计算机，并开始发展系列超级计算机。同時深圳大學自研的KD系列是一種減低體積和用電為主，速度次要的超級電腦方向，可能用於軍艦或飛機上。
《中国禁止出口限制出口技术目录》2023年版，對「巨型计算机」的出口限制是每秒浮点运算次数大於97万亿次。

## 机构
- 国防科技大学计算机研究所
- 中科院计算技术研究所
- 国家并行计算机工程技术中心
- 上海超级计算中心

## 中国超级计算机谱系表
| 计算机名稱    | 研制成功时间         | 运行速度（亿次每秒）   | 备注                                        |
| ------------- | -------------------- | ---------------------- | ------------------------------------------- |
| 银河Ⅰ         | 1983年               | 1                      | 中國國防科技大學                            |
| 银河Ⅱ         | 1994年               | 10                     | 中國國防科技大學                            |
| 银河Ⅲ         | 1997年               | 130                    | 中國國防科技大學                            |
| 银河Ⅳ         | 2000年               | 10,000                 | 中國國防科技大學                            |
| 银河Ⅴ         | 未知                 | 未知                   | 军用                                        |
| 天河一号      | 2009年               | 12,060,000             | 国家超级计算天津中心                        |
| 天河二号      | 2013年               | 33,860,000             | 国家超级计算广州中心                        |
| 天河三号      | 2018~2019年          | 13,000,000,000         | 国家超级计算天津中心                        |
| 天河星逸      | 2023年               | 300,000,000            | 国家超级计算广州中心                        |
| 曙光一号      | 1992年               | 6                      |                                             |
| 曙光1000      | 1995年               | 25                     |                                             |
| 曙光1000A     | 1996年               | 40                     |                                             |
| 曙光2000Ⅰ     | 1998年               | 200                    | 中科院超级计算中心                          |
| 曙光2000Ⅱ     | 1999年               | 1,117                  | 中科院超级计算中心                          |
| 曙光3000      | 2000年               | 4,032                  | 中华大基因中心                              |
| 曙光4000L     | 2003年               | 42,000                 |                                             |
| 曙光4000A     | 2004年               | 110,000                |                                             |
| 曙光4000H     | 2005年               | 50,000                 |                                             |
| 曙光5000A     | 2008年               | 2,300,000              |                                             |
| 曙光星云      | 2010年               | 12,710,000             | 国家超级计算深圳中心                        |
| 曙光E         | 原计划2022年，已推迟 | （目标）20,000,000,000 | 国家超级计算深圳中心                        |
| KD-50-I       | 2008年               | 10,000                 | 中国科学技术大学与深圳大学自研，使用龙芯CPU |
| KD-60         | 2010年               | 10,000                 | 中国科学技术大学与深圳大学自研，使用龙芯CPU |
| KD-90         | 2012年               | 10,000                 | 中国科学技术大学与深圳大学自研，使用龙芯CPU |
| 神威Ⅰ         | 1999年               | 3,840                  | 国家气象中心                                |
| 神威3000A     | 2007年               | 180,000                | 国家海洋环境预报中心                        |
| 神威藍光      | 2010年               | 79,500,000             | 國家超級計算濟南中心                        |
| 神威·太湖之光 | 2015年               | 930,146,000            | 國家超級計算無錫中心                        |
| 神威·海洋之光 | 2021年3月            | 10,500,000,000         | 崂山实验室（青岛国实）超算中心              |
| 深腾1800      | 2002年               | 10,000                 | 聯想公司自研                                |
| 深腾6800      | 2003年               | 53,000                 | 聯想公司自研                                |
| 深腾7000      | 2008年               | 1,065,000              | 聯想公司自研                                |
| 深腾X8800     | 2018年               | 2,420,000              | 聯想公司自研                                |
| 嵩山          |                      | （理论）1,000,000,000  |                                             |
| 昆仑          |                      |                        |                                             |
| 太行一号      |                      | 3,000,000,000          |                                             |
| 秦岭          |                      |                        |                                             |